# Kościół św. Jana Chrzciciela w Buczku
Kościół świętego Jana Chrzciciela – rzymskokatolicki kościół parafialny należący do dekanatu zelowskiego archidiecezji łódzkiej.
Jest to świątynia gotycka, orientowana, składająca się z jednej nawy, posiadająca węższe prostokątne prezbiterium. Do prezbiterium od strony północnej i do kaplicy od strony wschodniej jest dobudowana zakrystia z kruchtą od strony wschodniej. Południowa kaplica w stylu renesansowym, jest sklepiona ośmioplanową kopułą opartą na żagielkach, północna kaplica nakryta jest sufitem. Dach świątyni jest dwuspadowy, nad kaplicami jest namiotowy. Fundatorami świątyni byli właściciele dóbr – Buczkowscy, którzy są pochowani pod prezbiterium. Kościół wybudowany z cegły był wielokrotnie przebudowywany – nawa została przedłużona, a w XVII wieku zostały dobudowane wspomniane wyżej późnorenesansowe kaplice na planie kwadratu: od strony południowej Walewskich, a od strony północnej Gomulińskich. Oszkarpowana ściana wschodnia jest zwieńczona trójkątnym szczytem z wieżyczką na sygnaturkę. Na osi fasady jest umieszczona czworoboczna wieża, przechodząca w górnej części w ośmioboczną. Okna kościoła są zamknięte półkoliście. Na ramie jednego z nich – w prezbiterium – jest umieszczona data 1712.

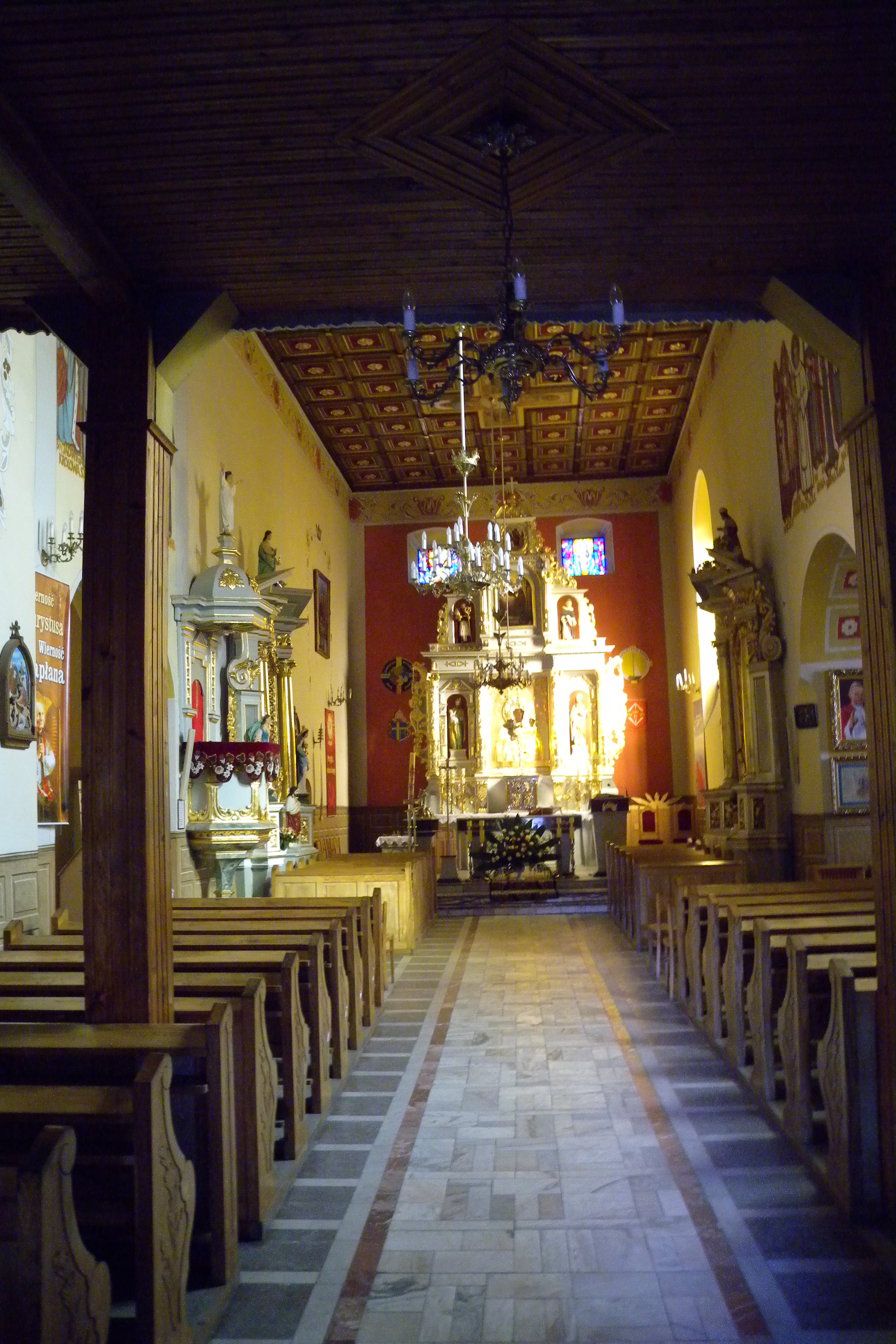
Wnętrze świątyni

Ołtarz główny został wykonany 1620 roku i mieści obrazy: Madonny z Dzieciątkiem, powyżej – św. Antoniego Padewskiego z Dzieciątkiem, a w zwieńczeniu scenę Chrztu Chrystusa w Jordanie z początku XVII wieku. Ołtarze boczne zostały wykonane w XVIII wieku. Umieszczone są nich obrazy św. Andrzeja i św. Józefa z Dzieciątkiem z XVII wieku. W kaplicy Gomulińskich znajduje się obraz poświęcony Świętej Trójcy, a w kaplicy Walewskich poświęcony św. Annie. W tej ostatniej znajduje się sufit z polichromią nawiązującą do treści ośmiu wezwań z Litanii Loretańskie jakby przynoszonej przez anioły. Ambona została wykonana na początku XVIII wieku. Na ścianach świątyni jest umieszczonych kilka pamiątkowych tablic z XIX i XX wieku. Jedna z nich jest dedykowana Zdzisławowi Walewskiemu, zmarłemu w wieku 24 lat w Warszawie w dniu 6 listopada 1862 roku, następna jest dedykowana Zygmuntowi Colonnie – Walewskiemu i Anigecie z Tarnowskich – Walewskich. Inna tablica dedykowana jest Przemysławowi Colonnie – Walewskiemu i Emilii z Zagórowskich. Jedna z tablic upamiętnia wielki remont kościoła: "Jasnogórskiej Pani w hołdzie na 600 – lecie 1382-1982. Jej czcicielom: Janowi Pawłowi II, papieżowi polakowi wybr. 16 X 1978, kard.Stefanowi Wyszyńskiemu, prymasowi Polski, gruntowna renowację tej świątyni dokonaną staraniem prob. ks. Z. Wujaka poświęcają wierni parafii Buczek A. 1978-1980 D". Kolejna tablica dedykowana jest księdzu Stefanowi Skowrońskiemu proboszczowi w latach 1939-1941, aresztowanemu przez okupanta hitlerowskiego w Buczku, a także innym kapłanom pochodzącym z tej parafii, którzy zginęli w czasie II wojny światowej.